# Tekija (verska zgradba)
Tekija (iz perzijskega tekke, arabsko زاوية, tekye, turško tekke), islamska verska stavba, v kateri so se zbirali, stanovali in opravljali svoje verske obrede derviši (sufiji).
V tekiji je bil prostor za skupne obrede (semahan), stanovanje čuvaja ali glavnega derviša, v nekaterih tudi prostori za popotnike in romarje (musafirhan). Ob tekiji je bila običajno grobnica (türbe) in manjše pokopališče za ugledne derviše.
Najbolj poznane tekije na prostoru bivše Jugoslavije so v Skopju, Tetovu (Arabati Baba Teḱe), Sarajevu (Hadži-Sinanova tekija) in Blagaju ob izviru Bune pri Mostarju.

### Khanqah
Khanqah (perzijsko: خانقاه) ali khangah (perzijsko: خانگاه; prečrkovano tudi kot khankah, khaneqa, khanegah ali khaneqah; tudi arabizirano hanegah, hanikah, hanekah, khankan), znano tudi kot ribat (رباط), je stavba, zasnovana posebej za zbiranje sufijske bratovščine ali tariqa in je prostor za duhovno prakso in versko izobraževanje. Khanqah je običajno velika stavba z osrednjo dvorano in manjšimi prostori na obeh straneh. Tradicionalno je bila kahnqah stanovanje za sufije, ki ga je sponzorirala država. Njihova primarna naloga je, da jim zagotovijo prostor za družbeno življenje asketizma. Z njimi so pogosto prizidane stavbe, namenjene javnim službam, kot so bolnišnice, kuhinje in prenočišča. Khanqah so financirali ajubidski sultani v Siriji, zangidski sultani v Egiptu in delhijski sultani v Indiji v zameno za sufijsko podporo njihovim režimom.

## Vir
- M. Hattstein, P. Delius (2000), Islam: Art and Architecture,  ISBN 3-8290-2558-0.